# Arzt (Patriziergeschlecht)

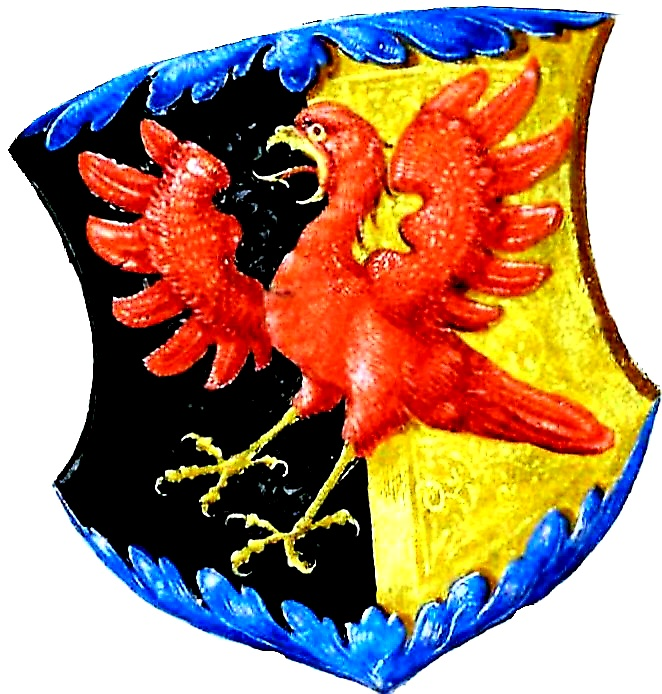
Stammwappen der Arzt

Arzt (auch Artzt bzw. Arzt von Arzthausen) war der Name einer Kaufmannsfamilie aus Augsburg, die 1538 in den Patrizierstand erhoben wurde und im 16. Jahrhundert im Mannesstamm erloschen ist. Das Geschlecht ist zu unterscheiden von gleichnamigen Adelsfamilien, wie den tirolerischen Arz von Vasegg und den österreich-ungarischen Arz von Straußenburg, zu denen keine Verwandtschaft bestand. 

## Geschichte
Das Geschlecht ist in Augsburg seit der zweiten Hälfte des 14. Jahrhunderts belegt. 1377 befand sich der Weber Jos Arzt unter den Zünften. Mit dem wirtschaftlichen Erfolg ging sozialer Aufstieg einher: Hierzu zählt die Verleihung eines Familienwappens an Jost und Ulrich Arzt 1422, ausgefertigt unter König und nachmaligen Kaiser Sigismund. Der Sohn von Jos, der ursprüngliche Weber Ulrich Arzt († 1436), betätigte sich wohl erst seit etwa 1416 im Textilhandel nach Italien. 1419 Zunftmeister, 1424 als erster der Familie Bürger- und 1425 Baumeister, damals mit 40.000 fl. geschätztem Vermögen ein reicher Mann, gab er 1426 sein Bürgerrecht auf und zog nach Nürnberg. Nach Paul von Stetten war Rudolph Arzt 1431 Domherr von Augsburg. Von Ulrichs Söhnen saß Hans Arzt 1446 im großen Rat und sein gleichnamiger Sohn zog um 1460 wieder in seine Vaterstadt Augsburg und erwarb dort auch das Bürgerrecht zurück. Ulrich Arzt war mit einer Graser aus einem Nürnberger ratsfähigem Geschlecht verheiratet. Dessen Söhne waren Ulrich und Wilhelm Arzt. 1497 wirkte der Sohn von Ulrich, Bernhard Arzt († 1525) als Domherr von Augsburg und Eichstätt, sowie als Probst von St. Moritz. Als eines der bedeutendsten Mitglieder bekleidete dessen Bruder Ulrich Arzt († 1527) das Bürgermeisteramt von Augsburg. Von 1508 bis 1527 erscheint er unter den Zünften der Kaufleute und Zunftmeister. Der Schwäbischen Bund ernannte ihn zum Bundesrat und Hauptmann. 

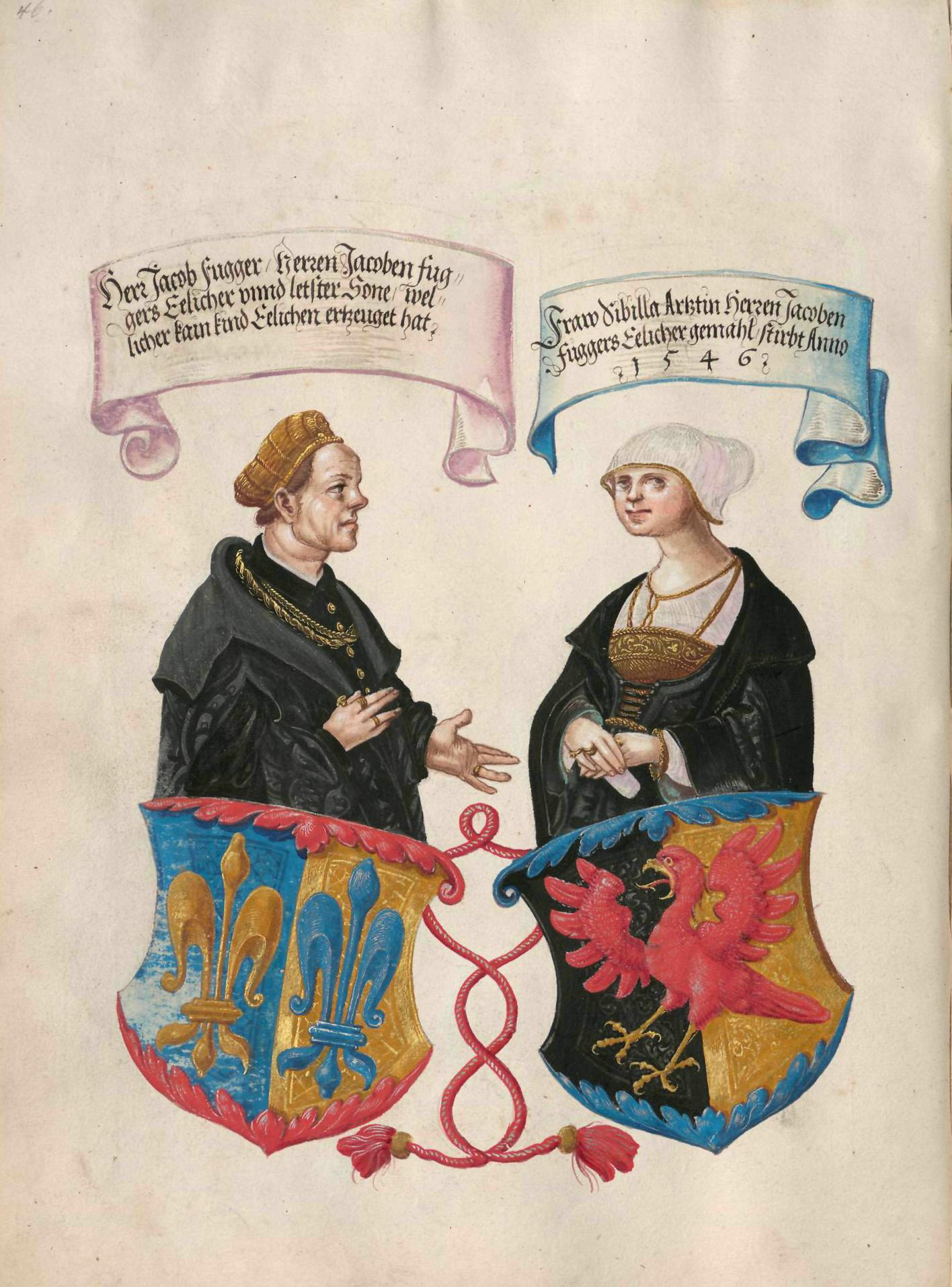
Portrait- und Wappendarstellung von Jakob Fugger und Sibilla Arzt aus dem geheimen Ehrenbuch der Fugger

Aus der Ehe seines Bruders Wilhelm Arzt mit Sibylla Sulzer ging Sibylla Arzt († 1546) hervor, welche 1498 in erster Ehe den Kaufmann Jakob Fugger († 1525) und in zweiter Ehe 1526 den verwitweten Kaufmann Konrad Rehlinger heiratete. 1538 wurden die verbliebenen Arzt in den Augsburger Geschlechterstand erhoben. Hans Arzt († 1522) heiratete Anna Olifer. Deren Sohn war der bischöflich-augsburgische Pfleger von Bobingen Wilhelm, der sich Arzt von Arzthausen nannte und sein Bürgerrecht aufgab. Mit ihm ist das Geschlecht im Mannesstamm erloschen. Als Wappen führte Wilhelm Arzt ein quadriertes Schild, das in Feld eins und vier das Stammwappen und in Feld zwei und drei das Wappen seiner Mutter mit einem von Gold und Rot geteilten entwurzelten Baum zeigte.

## Wappen

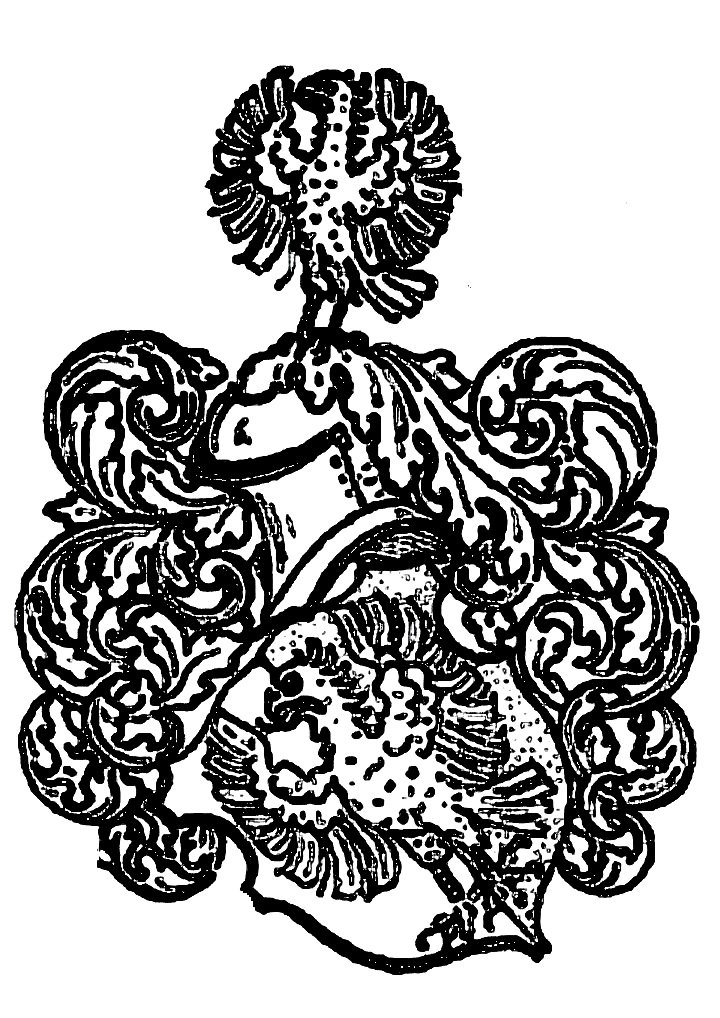
Stammwappen der Arzt, „Wilhelm Artzet in Augsburg, 1500“

- Stammwappen: „In Schwarz und Gold geteiltem Feld ein fliegender goldbewehrter, roter Adler oder Falke. Auf dem Helm ein wachsender roter Adler wie im Schild. Die Helmdecken sind in Rot-Gold gehalten.“

(Sibylla Sultzer in Augsburg (1450–1514) ⚭ „den alten Wilhelm Artzet, der furt zu wappen im schilt schwartz und gel nach langes abgetheilt vnnd ein rotten Adler mit gelen schnabel vnnd füssen, also auch auf dem Helm.“)
- Gemehrtes Wappen: „Mit einem silbernen Kreuz quadriertes Schild. In Feld eins und vier das Stammwappen. In Feld zwei und drei in Gold und Rot geteilt ein entwurzelter Baum mit einer großen Krone.“[4]